# Anatoli Borissowitsch Tschubais

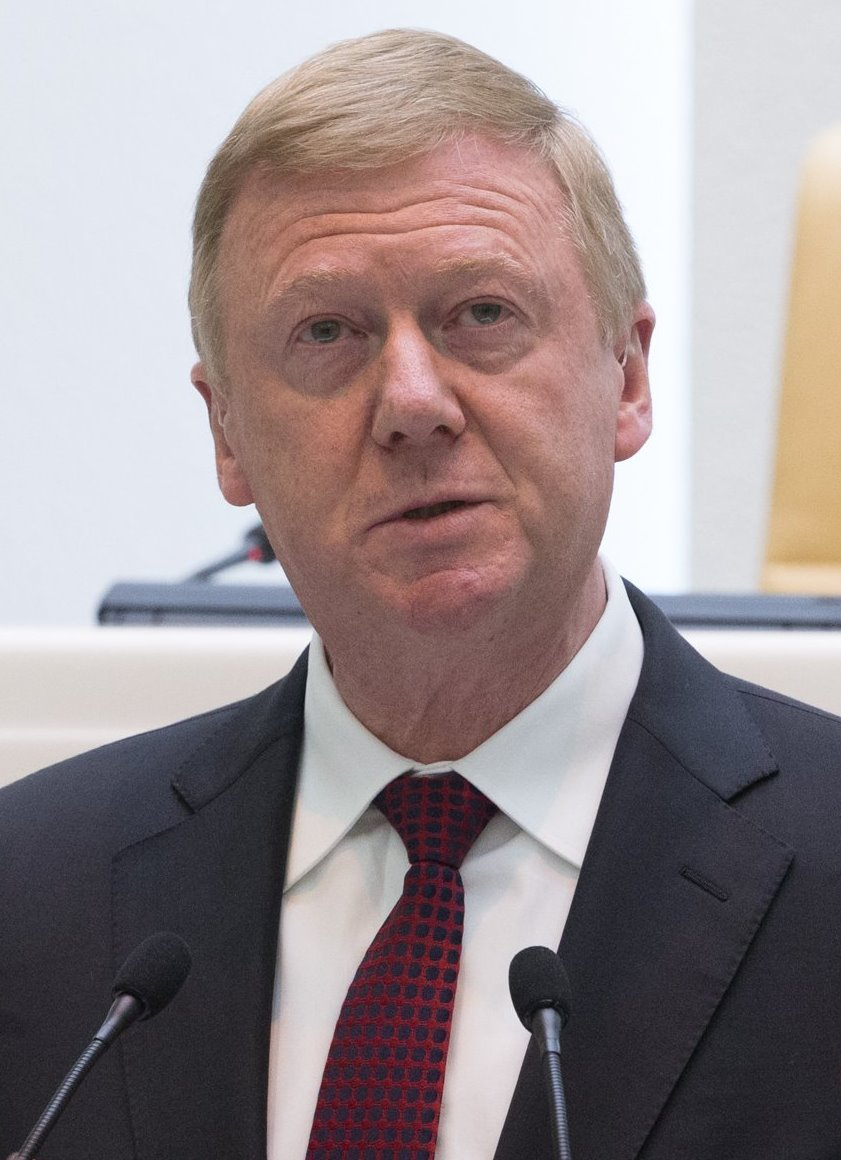
Anatoli Borissowitsch Tschubais (2017)

Anatoli Borissowitsch Tschubais (russisch Анатолий Борисович Чубайс, wiss. Transliteration Anatolij Borisovič Čubajs; Betonung Anatóli Boríssowitsch Tschubáis; * 16. Juni 1955 in Baryssau, Minskaja Woblasz, Weißrussische SSR, Sowjetunion) ist ein russischer Politiker und Unternehmer.

## Leben
Tschubais, Sohn eines Politoffiziers der Sowjetarmee, trat 1977 der KPdSU bei und absolvierte das Leningrader Wirtschafts-Ingenieur-Institut (heute Staatliche Universität für Wirtschaft und Finanzen Sankt Petersburg) mit einem Abschluss. Er arbeitete dort bis 1982 als Ingenieur und Assistent sowie von 1983 bis 1990 als Dozent. Im Jahr 1983 erhielt er den Doktortitel. Von 1984 bis 1987 war er Leiter des informellen Kreises „Junge Ökonomen“, der von einer Gruppe Absolventen der ökonomischen Hochschulen Leningrads gebildet wurde und aus dem später viele führende Reformer und Unternehmer hervorgingen. 1987 war Tschubais einer der Gründer des Leningrader Kreises „Perestrojka“, dessen Ziel es war, demokratische Werte unter der Intelligenz zu verbreiten. 1989 wurde er Verantwortlicher für die Wirtschaftsreformen in Leningrad und holte in dieser Eigenschaft viele Reformer in die Stadt, um Leningrad zu einem Modell für wirtschaftliche Reformen zu machen. Ab 1991 galt Tschubais als einer der engsten Mitarbeiter des Reformers Anatoli Sobtschak, der in diesem Jahr zum Oberbürgermeister von Leningrad gewählt wurde.
Im November 1991 wurde er Vorsitzender des Staatlichen Komitees der Russischen Föderation für die Verwaltung des Staatsvermögens. 1992 wurde Tschubais Vize-Ministerpräsident im Kabinett von Jegor Gaidar und von November 1994 bis Januar 1996 Erster Vize-Ministerpräsident und Finanzminister im Kabinett von Wiktor Tschernomyrdin. Er wurde von Boris Jelzin aufgrund der großen Unbeliebtheit der Wirtschaftsreformen in der Bevölkerung entlassen. Trotzdem leitete Tschubais 1996 den Präsidentschaftswahlkampf für Jelzin. Nach Jelzins Wahlsieg leitete er die Präsidialverwaltung und wurde damit zum zweitmächtigsten Mann im Staat. In diesem Zeitabschnitt wurden weitreichende Privatisierungen durchgeführt, durch die einige russische Finanziers zu superreichen Oligarchen aufstiegen. 1996 wurde Tschubais zum Wirklicher Staatsrat 1. Klasse der Russischen Föderation befördert. 1997 schließlich stürzte Tschubais als Finanzminister über eine Finanzaffäre, behielt jedoch seinen Posten als Vize-Ministerpräsident bis 1998. 1993 und Ende der 1990er-Jahre wurde er als Kandidat der Partei Wahl Russlands (Выбор России) in die Duma gewählt.
Gaidar, Boris Nemzow und Tschubais wurden als Junge Reformer bezeichnet und wurden assoziiert mit der Schocktherapie, der Privatisierung (siehe auch Coupon-Privatisierung) und den sehr umstrittenen Kredite-für-Aktien-Privatisierungen, sowie dem Aufstieg der Oligarchen.
Von April 1998 bis Juni 2008 war er Vorsitzender des inzwischen aufgelösten halbstaatlichen russischen Stromkonzerns EES Rossii (РАО „ЕЭС России“). Von 2008 bis Dezember 2020 führte Tschubais die staatliche Beteiligungsgesellschaft Rosnano. Seitdem war er Sonderbeauftragter des Präsidenten der Russischen Föderation.
Am 23. März 2022 wurde gemeldet, dass Tschubais aufgrund seiner Opposition zum russischen Überfall auf die Ukraine von seinem Beraterposten in der russischen Regierung zurückgetreten sei und das Land in Richtung Türkei verlassen habe. Der Sender ORF wertete seinen Rücktritt als ein Zeichen von Brüchen im Kreml und bezog sich auf ihn als „die bisher höchstrangige Persönlichkeit, die Russland seit Beginn der Invasion den Rücken kehrt“. Inzwischen hält er sich in Israel auf.
Tschubais ist das Ziel von fünf Attentaten gewesen, das fünfte am 17. März 2005 bei der Fahrt von seinem Moskauer Haus zur Arbeit. Am 31. Juli 2022 waren während eines Urlaubaufenthalts an der Costa Smeralda zunehmend Arme und Beine erlahmt. Laut Erklärung der mit der Familie bekannten Xenija Sobtschak wurde ein Guillain-Barré-Syndrom diagnostiziert.
Sein älterer Bruder Igor Tschubais ist ein regierungskritischer Historiker und war 15 Jahre lang Leiter des Zentrums für Russland-Studien der Russischen Universität der Völkerfreundschaft in Moskau.